# Brebu Nou
Brebu Nou là một xã thuộc hạt Caraș-Severin, România. Dân số thời điểm năm 2002 là 89 người.